# Viacheslav Nikonov
Viacheslav Alexéyevich Nikonov (en ruso: Вячеслав Алексеевич Никонов. Moscú, 5 de junio de 1956) es un político ruso doktor nauk en ciencias políticas. Es nieto de Viacheslav Mólotov, un viejo bolchevique que tuvo importantes cargos políticos y diplomáticos en la Unión Soviética durante el mandato de Iósif Stalin, y de Polina Zhemchúzhina, mujer de Mólotov y también política soviética.
Ha estado involucrado en la política desde finales de la década de 1970 cuando se hizo miembro de Komsomol, para más tarde pasar a formar parte del Partido Comunista de la Unión Soviética. Con la caída de la URSS y el establecimiento de la Federación de Rusia, se afilió al Partido de la Unidad y el Acuerdo de Rusia por el que salió electo en las elecciones legislativas de 1993 a la Duma Estatal. En 1996 fue parte del grupo de apoyo de su partido a la campaña de Borís Yeltsin y, tras las presidenciales de 1996 se pasaría al partido de Yeltsin, Unidad, en 1999. Tras desempeñar varios puestos internos del partido y ejercer algunos trabajos fuera de la política, ha sido diputado en la Duma Estatal por Rusia Unida, partido heredero de Unidad, desde 2011, habiendo sido diputado por tanto en las legislaturas I, VI, VII y VIII.
Desde 2007 es presidente de la Fundación Russkiy Mir, una fundación creada por decreto presidencial de Vladímir Putin para la promoción de la lengua y la cultura rusa en el Mundo. También es decano de la Facultad de Administración Pública de la Universidad Estatal de Moscú desde 2011.

## Primeros años
Viacheslav Nikonov nació el 5 de junio de 1956 en Moscú, entonces capital de la RSFS de Rusia y a su vez capital de la Unión Soviética. Su familia era una familia de la política soviética de alto rango. Su padre, Alexéi Dmítrievich Nikonov (1917-1992), era exempleado de la NKVD, profesor en el Instituto Estatal de Relaciones Internacionales de Moscú y del Instituto de Economía Global y Relaciones Internacionales, también era editor de la revista Comunista (en ruso: Коммунист). Su madre, Svetlana Viacheslavovna Mólotova (1929–1989) era historiadora licenciada e hija única de Viacheslav Mólotov y Polina Zhemchúzhina, ambos doctores en historiografía y prominentes políticos soviéticos de la primera etapa.
Estudió en la Escuela Especial N.º 1 en Moscú. En 1973 ingresó en la Facultad de Historia de la Universidad Estatal M. V. Lomonósov de Moscú. Se especializó en el Departamento de Historia Moderna y Contemporánea. Se graduó de la Facultad de Historia en 1978 y trabajó en el Departamento de Historia Moderna y Contemporánea, fue activista del PCUS, secretario del comité del partido de la Facultad de Historia de la Universidad Estatal de Moscú. Aprendió inglés y francés.
Desde el 3 de septiembre de 2018, junto con Dimitri Simes (desde 2022, también con Dmitri Suslov), ha estado presentando el programa de entrevistas sociopolíticas El Gran Juego (en ruso: Большая игра, romanizado: Bolchaïa igra) en el Piervy Kanal.

## Carrera política
Nikonov fue secretario del comité universitario del Komsomol. Tras graduarse, llegó a ser secretario del comité del Partido Comunista de la URSS entre 1988 y 1989 en la Facultad de Historia de su Universidad en la cual trabajaba. En 1989 llegó a ser instructor, jefe del sector dentro del organigrama del Comité Central del PCUS. Entre 1990 y 1991 llegó a trabajar como asesor en la oficina presidencial de Gorbachov.
Con la creación de nuevos partidos en la recién promulgada Federación de Rusia tras la disolución de la URSS, Nikonov se afilió al Partido de la Unidad y el Acuerdo de Rusia (PUAR) liderado por Serguéi Shajrai. Concurrió en listas a las elecciones legislativas de 1993, obteniendo escaño en la I legislatura de Rusia. 
Desde enero de 1995 fue vicepresidente de la Comisión de la Duma Estatal para investigar las causas y circunstancias de la situación de crisis en la República de Chechenia. También en ese año hizo un gran acercamiento al partido Nuestro Hogar – Rusia, puesto que simpatizaba con muchos de sus impulsores.
En marzo de 1996, todavía como miembro del PUAR, se unió al grupo de expertos del Servicio de Asistentes del Presidente de la Federación Rusa, que desarrolló documentos electorales para Yeltsin.
Entre 1997 y 2001, fue miembro del Consejo Asesor Político bajo el presidente de la Federación de Rusia, el Consejo de Expertos de la Comisión Presidencial para Contrarrestar el Extremismo Político.
Desde 2011, ha sido diputado de la Duma Estatal por Rusia Unida, tras haber estado afiliado a Unidad, miembro del Comité de Presupuesto e Impuestos en las legislaturas VI, VII y VIII. Desde marzo de 2013 es también Presidente del Comité de Educación de la Duma Estatal.
En junio de 2016, encabezó la lista del partido de Rusia Unida en la región de Nizhni Nóvgorod para las elecciones legislativas de 2016. También fue propuesto para encabezar el comité de relaciones exteriores de la Duma.

### Polémicas con Kazajistán
En diciembre de 2020, Viacheslav Nikonov junto con Evgueni Fiódorov, enturbiaron las relaciones diplomáticas con Kazajistán cuando Nikonov expresó en la televisión rusa que la existencia de Kazajistán como país no es sino un regalo de Rusia a los kazajos.

«El norte de Kazajistán no estaba habitado en absoluto. [Los kazajos] existían, pero mucho más al sur. El territorio de Kazajistán es un gran regalo de Rusia y la Unión Soviética.»
Viacheslav Nikonov matizando sus anteriores declaraciones en las que expresó que Kazajistán estaba históricamente deshabitado.

Tras pasar unos días matizando sus palabras y pidiendo disculpas veladas tras el aluvión de internautas kazajos que dejaban numerosos mensajes en sus redes sociales. La polémica fue encendida nuevamente cuando el también diputado de la Duma Estatal del mismo partido que Nikonov, Evgueni Fiódorov, un conocida nacionalista panruso, recuperó en su canal de la plataforma YouTube los comentarios originales de Nikonov defendiendolos y comparando él también la independencia de Kazajistán con una hipotética historia donde una persona consigue su coche porque un amigo se lo regala, calificando la existencia de Kazajistán como un alquiler del territorio por parte de Rusia a los kazajos. Tras esto, el ministerio de exteriores kazajo exigió explicaciones al embajador ruso, Alekséi Borodavkin, y la polémica se zanjó con declaraciones protocolarias.

### Sanciones por la invasión rusa de Ucrania
Con el comienzo de la invasión rusa de Ucrania el 24 de febrero de 2022, muchos políticos rusos apoyaron la decisión dle presidente Vladímir Putin en lo que éste calificó como Operación Militar Especial describiendo distintos objetivos de la supuesta OME. En el caso de Viacheslav Nikonov, llegó a decir en abril de 2022 en el programa El Gran Juego que la OME era una «guerra santa» entre «el bien y el mal» llegando a calificar a Ucrania como un «Cuarto Reich» (en imitación del Tercer Reich alemán, calificando el país eslavo como un nido de nazis).
Un mes antes de estas declaraciones, en marzo de 2022, Viacheslav Nikonov había sido uno de los políticos objetivos de las sanciones estadounidenses dentro de las sanciones internacionales a Rusia por la invasión de Ucrania.

## Carrera académica
De 1978 a 1988 fue investigador (júnior primero y sénior más adelante) empleado por el Departamento de Historia Moderna y Contemporánea de la Facultad de Historia de la Universidad Estatal de Moscú. En 1981 defendió su tesis doctoral Борьба течений в республиканской партии США в 1964—1968 гг., La lucha de las corrientes en el Partido Republicano de Estados Unidos en 1964-1968.
Un año después de dejar de ser investigador, defendió su tesis doctoral para doktor nauk Идейно-политическая эволюция республиканской партии США после второй мировой войны, Evolución ideológica y política del Partido Republicano de los Estados Unidos después de la Segunda Guerra Mundial.
De 1992 a 1993, fue asesor del Departamento de Problemas Políticos e Interétnicos de la Fundación Internacional para las Reformas Económicas y Sociales (Fundación Reforma). Desde 1993 es presidente de la Fundación Politika y Jefe del Departamento de Historia y Ciencias Políticas de la Universidad Internacional de Moscú.
El 9 de febrero de 2011, fue nombrado Decano de la Facultad de Administración Pública de la Universidad Estatal de Moscú y miembro del consejo editorial de la revista Politika (en ruso: Полития, romanizado: Politiya).

### Obras
Como académico, Nikonov tiene publicados cerca de 900 trabajos entre artículos, investigaciones, libros, conferencias y demás obras recopilatorias. Algunas de las más destacadas son:
- От Эйзенхауэра к Никсону: из истории республиканской партии США, 'De Eisenhower a Nixon: De la historia del Partido Republicano de Estados Unidos', 1984.
- Афера «Иран-контрас», 'La estafa Irán-Contra', 1987.
- Республиканцы: от Никсона к Рейгану, 'Republicanos: De Nixon a Reagan', 1988.
- Консервативный манифест: политическая философия ПРЕС, 'El Manifiesto Conservador: La Filosofía Política del PUAR' (junto a Serguéi Shajrai, líder del PUAR), 1994.
- Эпоха перемен: Россия 90-х глазами консерватора, 'Una era de cambio: Rusia en los años 90 a través de los ojos de un conservador', 1999.
- Россия в глобальной политике XXI века, 'Rusia en la Política Global del siglo XXI', en Архивная копия, Ciencias Sociales y Modernidad, 2002 pp. 115-123.
- Recopilaciones autopublicadas de sus conferencias sobre la política rusa moderna:
  - Современная российская политика: курс лекций, 'Política rusa moderna: un curso de conferencias', 2003.
  - Политика в современной России: курс лекций, 'Política en la Rusia moderna: un curso de conferencias', 2005.
  - Россия в современной политике: курс лекций, 'Rusia en la política moderna: un curso de conferencias', 2005.
  - Российская политика: курс лекций, 'Política rusa: un curso de conferencias', 2006.
- Молотов. Молодость, 'Mólotov. Juventud', 2005
- Код политики, 'El identificador de directiva', 2006
- Крушение России. 1917 год, 'El colapso de Rusia. Año 1917' en Астрель, Astrel, 2011. — p. 926.
- Российская матрица, Matrix de Rusia en Русское слово, Russkoe slovo, 2014. — p. 992.
- Современный мир и его истоки, 'El mundo moderno y sus orígenes' publicado por Moscow University Press, 2015. — p. 880.
- Код цивилизации. Что ждёт Россию в мире будущего?, El código de la civilización. ¿Qué le espera a Rusia en el mundo del futuro? en Izdatel'stvo «E», 2015. — p. 672
- Ленин. Человек, который изменил всё, Lenin. El hombre que lo cambió todo en la colección Книги известного политолога, 'Libros de un famoso politólogo', 2020 (ISBN 978-5-04-110714-7)
- Беспамятство. Кто начал Вторую мировую войну, Inconsciencia. Quién comenzó la Segunda Guerra Mundial, 2020. ISBN 978-5-09-076650